# Katedra dozimetrie a aplikace ionizujícího záření FJFI ČVUT v Praze
Katedra dozimetrie a aplikace ionizujícího záření (zkratka KDAIZ) je jednou z 10 kateder Fakulty jaderné a fyzikálně inženýrské Českého vysokého učení technického v Praze. Vznikla v roce 1963; výuka na katedře je zaměřena na experimentální jadernou fyziku a techniku, osobní dozimetrii, problematiku životního prostředí, dozimetrii jaderně energetických zařízení a metrologii záření, a také na aplikace ionizujícího záření v oborech, kde se pracuje se zdroji záření nebo radionuklidy. Zabývá se i výpočetními metodami používanými při sledování interakcí záření s látkou a při hodnocení biologických účinků záření. Podílí se na řešení výzkumných úkolů v oblasti dozimetrie, ochrany před zářením a v dalších oblastech aplikací ionizujícího záření.

## Historie
Založení Katedry dozimetrie a aplikace ionizujícího záření (KDAIZ) v roce 1963 je spojeno se jménem profesora Františka Běhounka (1898–1973). Prof. Běhounek byl jedním ze zakladatelů Fakulty technické a jaderné fyziky (FTJF), předchůdkyně Fakulty jaderné a fyzikálně inženýrské (FJFI) Českého vysokého učení technického v Praze (ČVUT). Mezi nejvýznamnější výzkumné aktivity katedry patřily tehdy práce o radioaktivitě hornin, vody a ovzduší, práce z oblasti dozimetrie ionizujícího záření a práce z oblasti aplikací ionizujícího záření. Katedra pod vedením prof. Běhounka vychovala řadu absolventů, kteří se významně zapsali do vývoje oboru. Na řadu vědeckých výsledků dosažených na katedře navázala různá dozimetrická pracoviště. Ve svém dalším vývoji v sedmdesátých a osmdesátých letech minulého století se katedra pod vedením profesora Josefa Šedy orientovala více na spolupráci s dalšími výzkumnými pracovišti, zejména s tehdejším Výzkumným ústavem přístrojů jaderné techniky TESLA Přemyšlení a Ústavem pro výzkum, výrobu a využití radioizotopů v Praze. Požadavky kladené ze strany výroby dozimetrických systémů a metod pro potřeby armády byly příležitostí pro zahájení vlastního vývoje na katedře.
V devadesátých letech se pod vedením profesora Tomáše Čecháka posunula orientace výzkumu i výuky výrazněji k aplikacím ionizujícího záření v medicíně, k radiační ochraně a otázkám spojeným s ionizujícím zářením v životním prostředí. Ke katedře se připojila laboratoř mikrotronu (ÚJF AV ČR, v.v.i.) a ve spolupráci s dalšími pracovišti ČVUT v Praze vznikla v jejím rámci Laboratoř kvantitativních metod výzkumu památek. Katedra se zapojila do mezinárodní spolupráce na programech CERN. K původnímu jedinému široce pojatému inženýrskému studijnímu zaměření na dozimetrii a aplikace ionizujícího záření přibylo nejprve bakalářské zaměření orientované na problematiku radioaktivity v přírodním prostředí a později i bakalářské, inženýrské, resp. i doktorské zaměření směřované k problematice lékařské radiologické fyziky, resp. techniky. Těmito změnami byla dotvořena stávající podoba katedry. Pracovníci katedry úzce spolupracují s významnými českými, evropskými, ale i světovými pracovišti a univerzitami v oblasti dozimetrie, radiační ochrany, ale i například již zmíněné radiologické fyziky. V červnu 2014 se vedoucím katedry stal profesor Tomáš Trojek.

## Nabízené studijní programy
Katedra nabízí 4 tříleté bakalářské a 2 dvouleté navazující magisterské programy: jaderné inženýrství – aplikovaná fyzika ionizujícího záření, jaderné inženýrství – radioaktivita v životním prostředí, radiologická technika a fyzika a vyřazování jaderných zařízení z provozu.